# El Castellvell
El Castellvell es una entidad de población española del municipio de Olíus, perteneciente a la provincia de Lérida, en la comunidad autónoma de Cataluña.

## Toponimia
El lugar puede aparecer referido como «El Castellvell» y «Castellvell».

## Historia
Hacia mediados del siglo XIX, el lugar, por entonces con ayuntamiento propio, tenía contabilizada una población de 87 habitantes. Aparece descrito en el sexto volumen del Diccionario geográfico-estadístico-histórico de España y sus posesiones de Ultramar de Pascual Madoz con las siguientes palabras:

CASTELLVELL: l. con ayunt. en la prov. de Lérida, part. jud. y dióc. de Solsona: se forma este de varios cas. dispersos en un terr. montuoso y ventilado principalmente por los aires de N. y E.: el clima algo frio, prod. catarrales. Tiene 30 casas diseminadas en los varios cas. mencionados; las cuales para sus usos se surten de aguas de balsas y pozos, no obstante que se encuentran algunas pequeñas fuentes; pero estas casi insignificantes. Al E. en lo alto de un cerro que domina la c. de Solsona, hay un cast. ant. propiedad del Excmo. Sr. duque de Medinaceli; mandado rehabilitar en la última guerra civil por el baron de Meer, capital general de Cataluña en aquel entonces, despues de haber tomado dicha c. á los carlistas que la ocupaban. En el dia se conserva un destacamento de tropa que lo guarnece; y aunque corresponderia su descripcion, en este l. por pertenecer á su jurisd., con todo, como su principal objeto está determinado por su sit. topográfica, y esta se reduce á la defensa de Solsona, nos parece mas propio hablar de él cuando se describa dicha c. La igl. parr. de este pueblo bajo la advocacion de San Miguel, la sirve un cura párroco de primer ascenso, de nombramiento ordinario en concurso general; pero no se celebran en ella los divinos oficios por estar metida dentro del mencionado cast.: no obstante esto tiene de aneja la de San Salvador de Brichs, dist. 1 y 1/2 hora de la matriz. Ademas, en un sitio algo elevado llamado la Cruz en direccion al O., se halla una capilla bajo la advocacion de Santo Domingo. El térm. se estiende de N. á S. 1 y 1/2 hora, y de E. á O. 1 y 1/4; confinando por N. con los de Clará y la Llena; E. Solsona y Olius; S. Brichs y Rinér, y O. con el de Llobera. El terreno es montuoso, secano y la mayor parte de inferior calidad: hallándose en él en la parte de N. y O., algunos montes medianamente poblados de pinos: los caminos transversales y pésimos dirigen de Solsona á Cervera; del primero de estos dos puntos se recibe la correspondencia por cuenta de los mismos interesados. prod.: centeno, avena, patatas y legumbres; la principal cosecha es la primera especie: se cria ganado lanar, de cerda y vacuno que es el preferido: abunda en caza de conejos y perdices. No hay ind. ni comercio; celebrándose únicamente una feria llamada de la Torregassa, por tener lugar á los alrededores de una masia de este nombre en campo raso, el dia 20 de setiembre de todos los años, la cual no dura mas que 6 horas: sin embargo, es sumamente concurrida de toda especie de ganado especialmente lanar y vacuno; girándose por una cantidad considerable entre el numeroso concurso de gente que á ella concurren. Facilita mucho este movimiento el que en esta feria no se conocen las trabas y vejámenes que pesan sobre las que se celebran en las pobl. Esta consta de 15 vec., 87 alm. cap. imp.: 54,371 rs. contr.: el 14,28 p. 0/0 de esta riqueza. presupuesto municipal: 1,200 que se cubren por reparto vecinal, de los cuales se pagan 200 al secretario del ayuntamiento.
(Madoz, 1847, p. 165)

En la actualidad, pertenece al municipio de Olíus. En 2022, la entidad singular de población tenía empadronados cuarenta habitantes.

## Patrimonio
En el lugar se encuentra el castillo de Solsona, con una iglesia de San Miguel.